# 大谷山16号墳
大谷山16号墳（おおたにやまじゅうろくごうふん）は、和歌山県和歌山市岩橋にある古墳。形状は円墳。岩橋千塚古墳群（国の特別史跡、うち大谷山地区）を構成する古墳の1つ。

## 概要
和歌山県北西部、紀の川河口部の和歌山平野の岩橋山塊に営造された岩橋千塚古墳群のうち、北西の大谷山の北東に延びる支尾根の最高所（標高約76メートル）に築造された古墳である。1994年度（平成6年度）に確認調査が実施されている。
墳形は円形で、直径20メートル・高さ3.6メートルを測る。埋葬施設は後円部における両袖式の横穴式石室で、南東方向に開口する。岩橋千塚古墳群に特徴的な岩橋型横穴式石室で、玄室には石棚・石梁を伴う。副葬品としては鉄製品・馬具・須恵器などが検出されている。築造時期は古墳時代後期の6世紀中葉頃と推定される。

## 埋葬施設

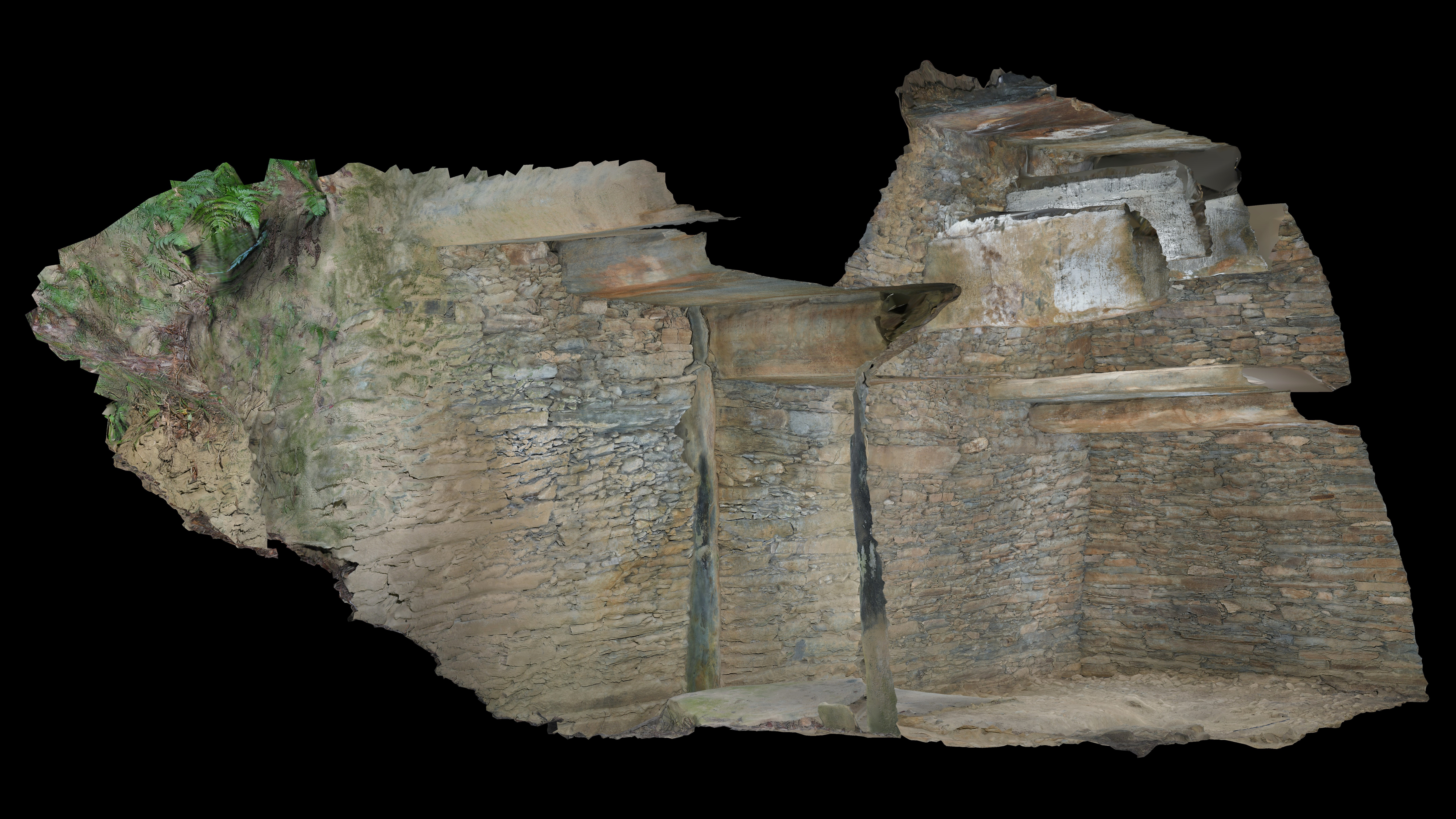
石室パース図

石室展開図

埋葬施設としては両袖式横穴式石室が構築され、南東方向に開口する。石室の規模は次の通り。
- 石室全長：7.61メートル
- 玄室：長さ3.56メートル、幅2.60メートル、高さ3.62メートル
- 玄室前道（通廊）：長さ1.30メートル、幅1.31メートル、高さ1.48メートル
- 羨道：長さ2.75メートル、幅1.40メートル

石室の石材は結晶片岩。玄室には石棚（1箇所2枚）・石梁3本を伴い、岩橋千塚古墳群で特徴的な岩橋型横穴式石室になる。玄室床面には玉石が敷き詰められ、玄室中央には排水溝1条が認められる。
確認調査では、辻金具・鉄製鋲金具・鞘口金具・鉄地金銅装金具・鉄製刀子・鉄鏃・鉄釘・円筒埴輪・須恵器器台・装飾付須恵器が検出されている。

石室俯瞰図
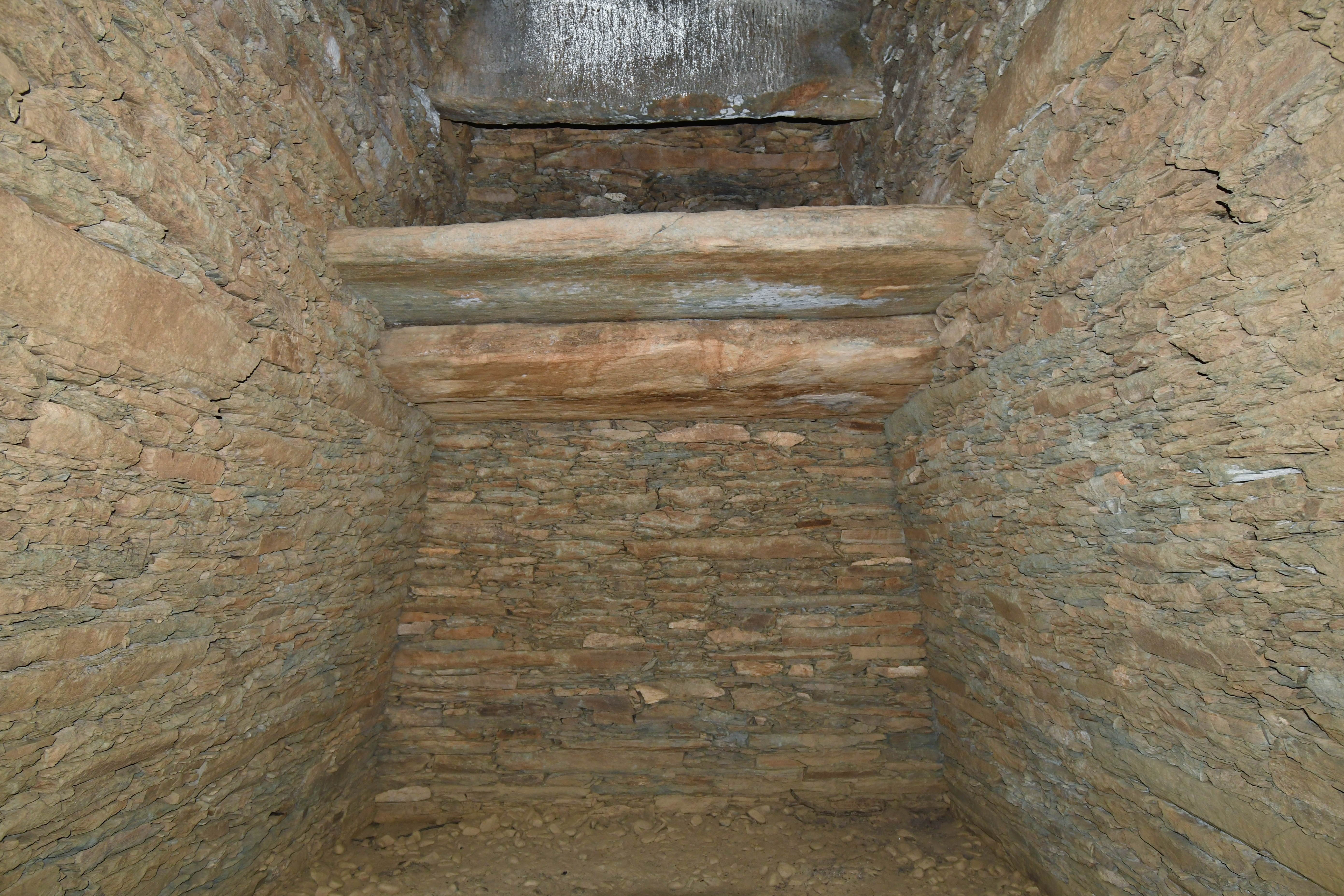
玄室（奥壁方向）
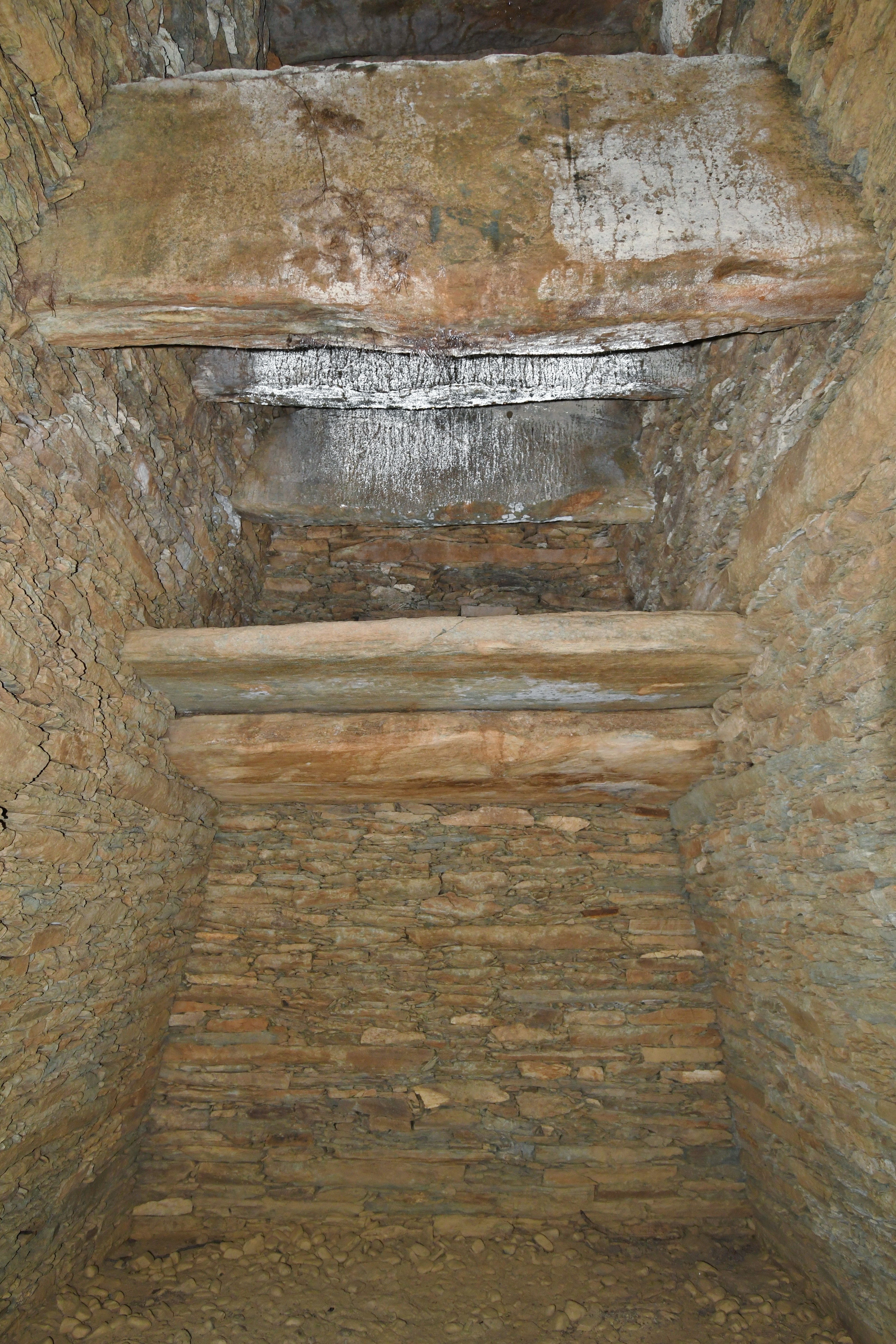
玄室（奥壁方向）
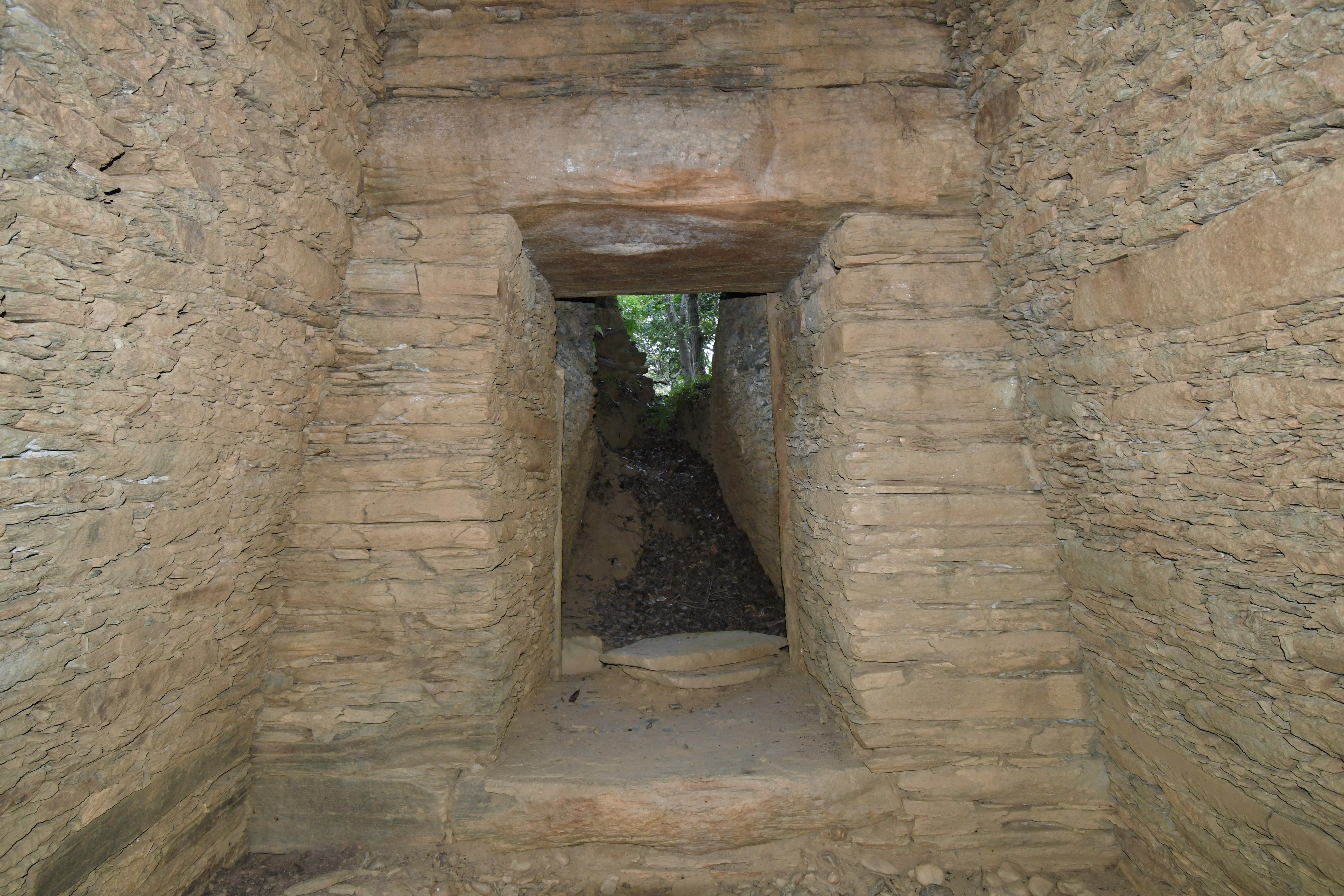
玄室（開口部方向）
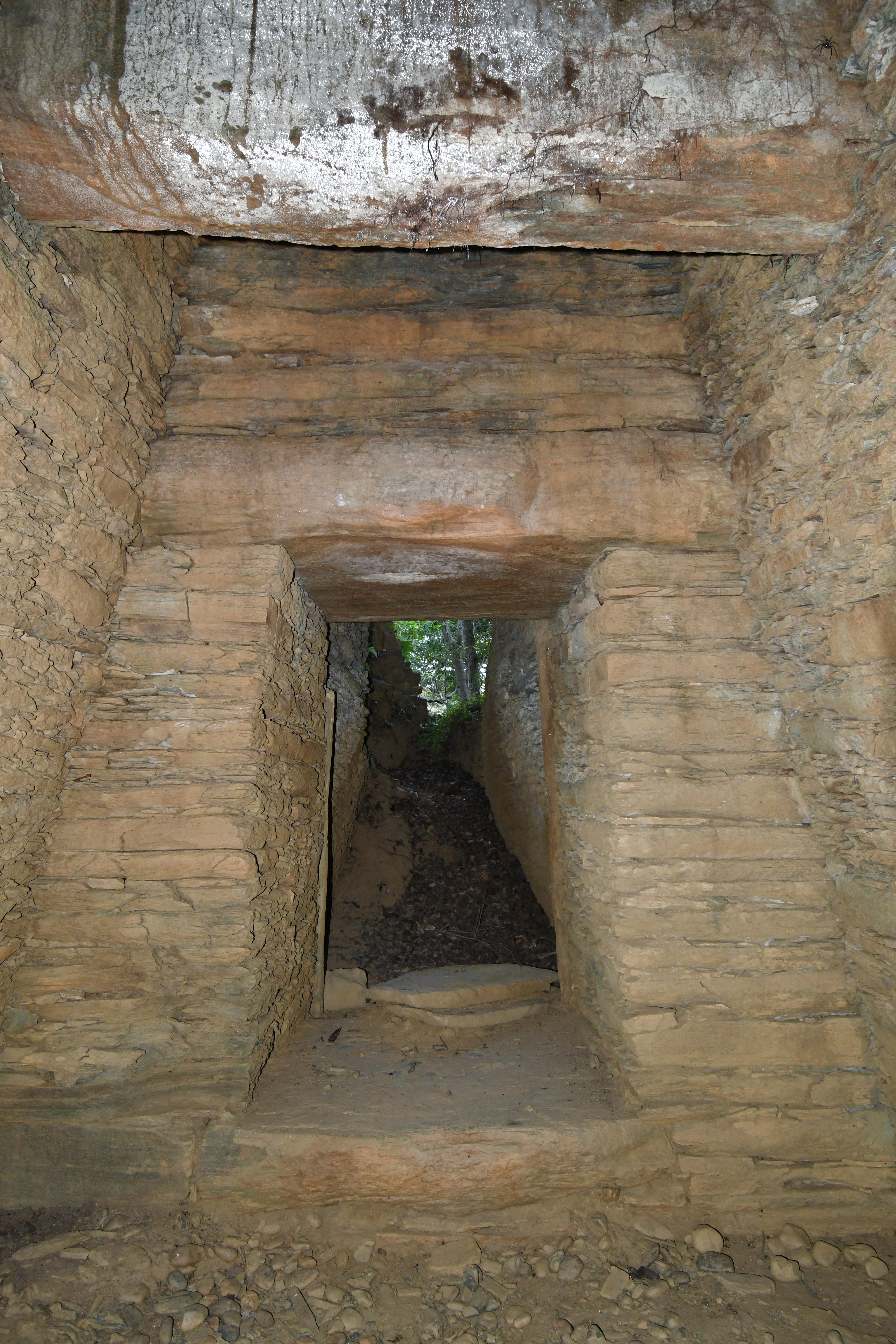
玄室（開口部方向）
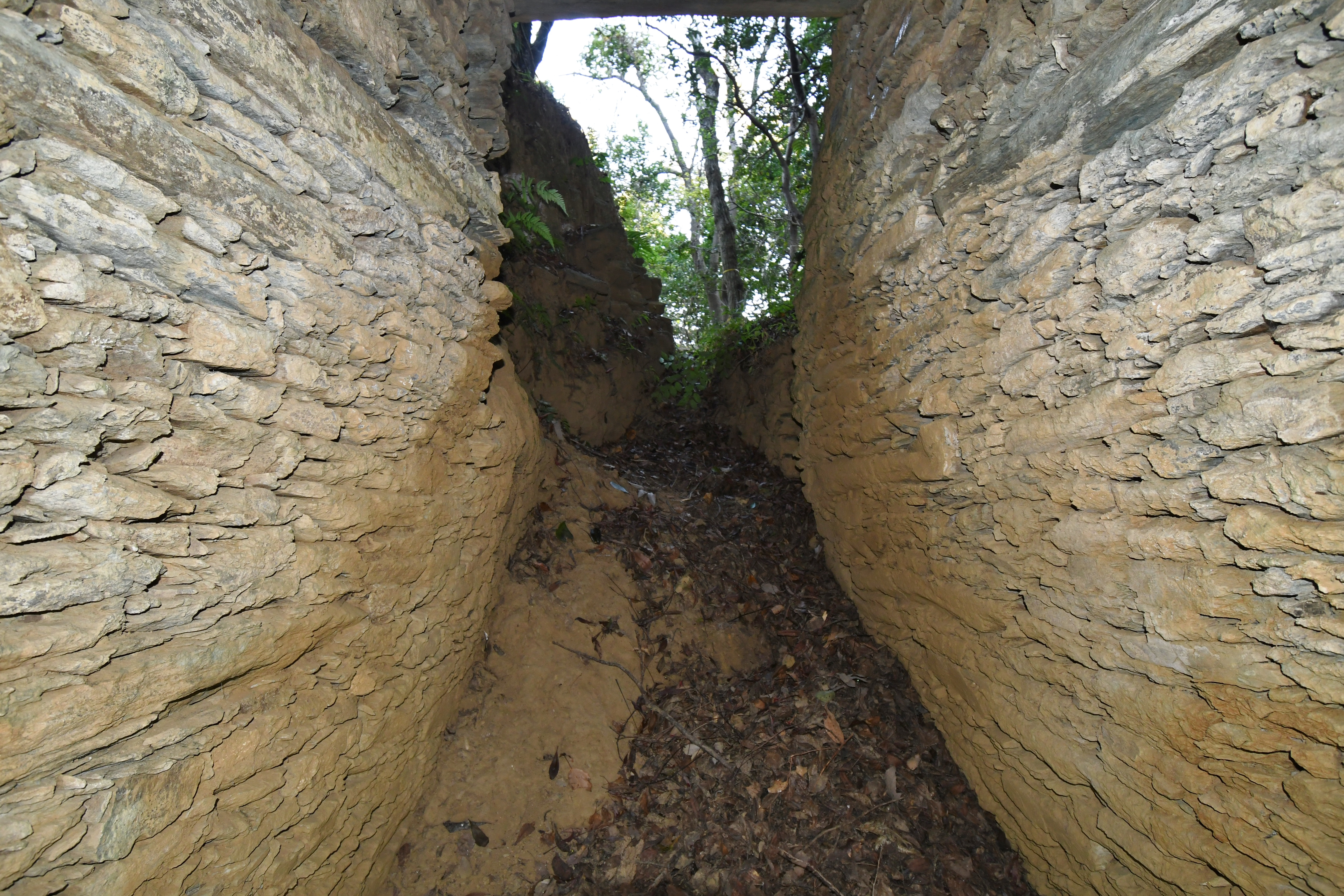
羨道（開口部方向）
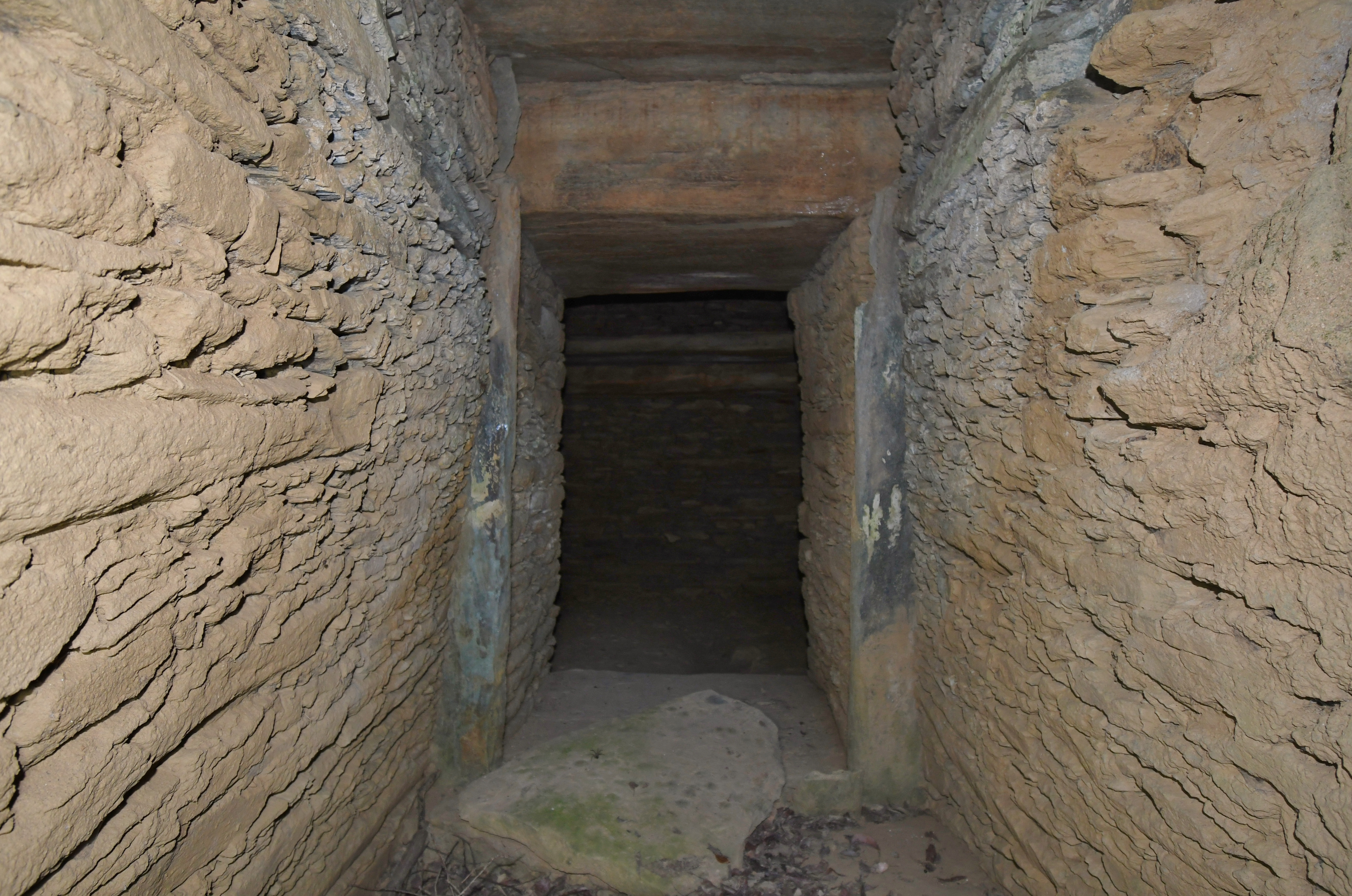
羨道（玄室方向）
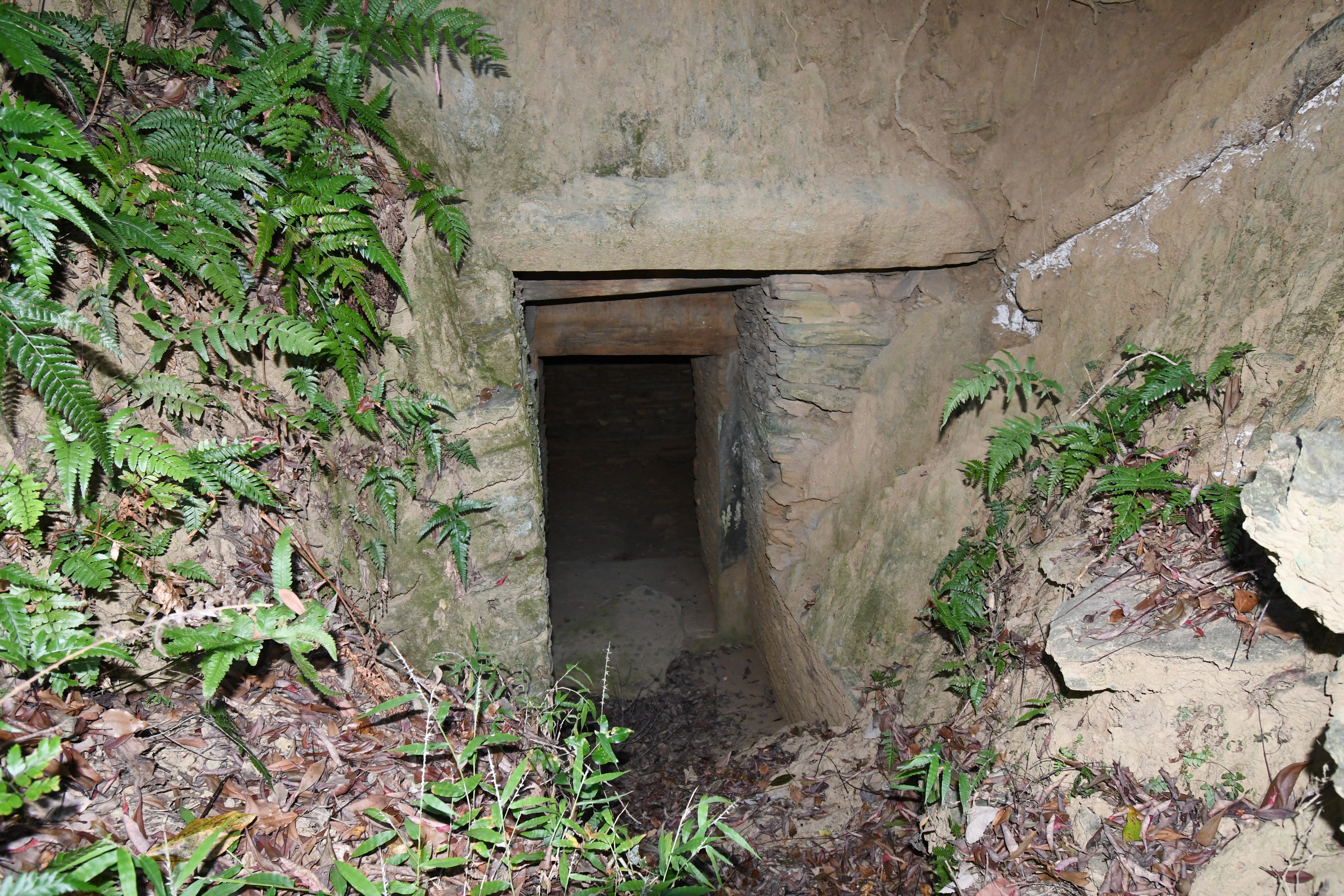
開口部

## 関連文献
（記事執筆に使用していない関連文献）
- 丹野拓・米田文孝『紀国造家の実像をさぐる 岩橋千塚古墳群（シリーズ「遺跡を学ぶ」126）』新泉社、2018年。ISBN 9784787718365。